# Список заслуженных мастеров спорта СССР (лыжный спорт)

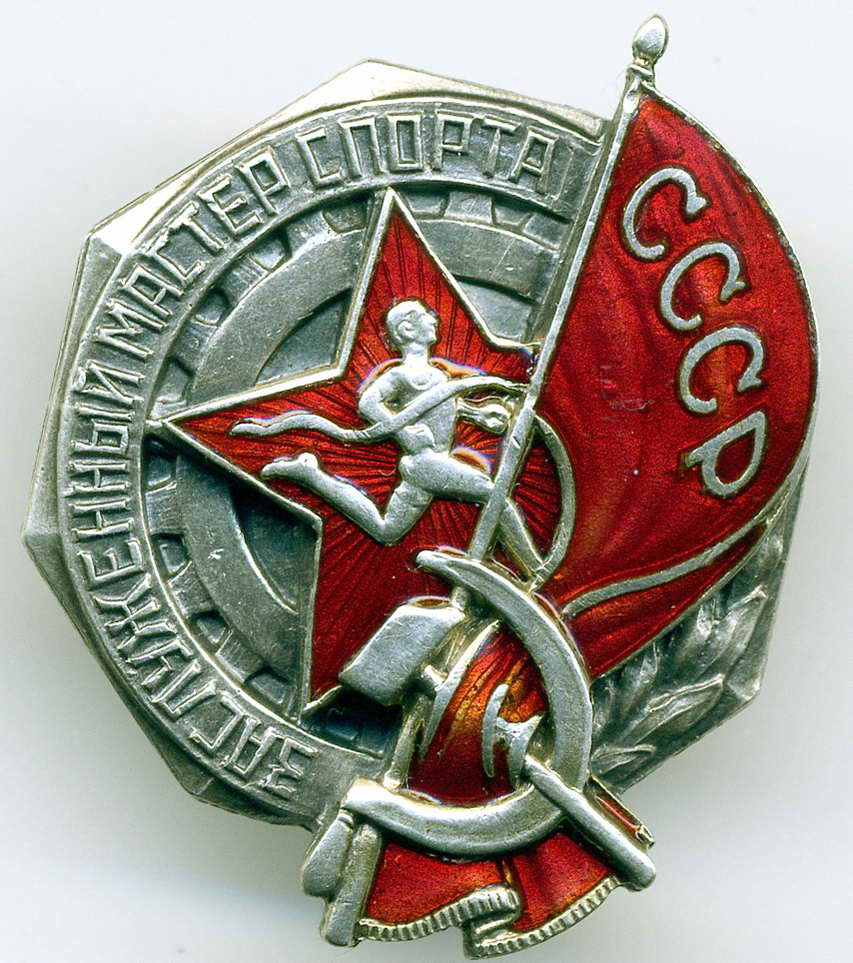
Нагрудный знак «Заслуженный мастер спорта СССР»

«Заслуженный мастер спорта СССР» — почётное спортивное звание, учреждённое в 1934 году. Среди первых 22 удостоенных звания был и лыжник — Дмитрий Васильев (знак № 18).
| 1934 год |                                             |            |                                  |                             |            |                     |    |
| 1        | Васильев Дмитрий Максимович                 | 05.06.1934 |                                  | Лыжные гонки                | Москва     | ЦДКА                | 18 |
| 1936 год |                                             |            |                                  |                             |            |                     |    |
| 1        | Пенязева-Михайлова Антонина Григорьевна     | 19.03.1936 | ??.??.1903 — ??.??.1985          | Лыжные гонки                | Москва     | Электрокомбинат     | 29 |
| 2        | Скалкин Павел Петрович                      | 22.03.1936 | ??.??.???? — ??.??.????          | Лыжные гонки                | Москва     | ЦДКА                | 34 |
| 3        | Серебряков Владимир Алексеевич              | 08.12.1936 | ??.??.1895 (? 1897) — ??.02.1970 | Лыжные гонки                | Москва     | ЦДКА                | 42 |
| 1937 год |                                             |            |                                  |                             |            |                     |    |
| 1        | Васильев Николай Максимович                 | ??.01.1937 | 14.10.1893 — 07.10.1967          | Лыжные гонки                | Москва     | ЦДКА                | 48 |
| 1938 год |                                             |            |                                  |                             |            |                     |    |
| 1        | Бычков Алексей Григорьевич                  | 03.04.1938 | ??.??.1906 — ??.??.????          |                             |            |                     | 76 |
| 1939 год |                                             |            |                                  |                             |            |                     |    |
| 1        | Бункин Николай Александрович                | ??.07.1939 | 16.05.1896 — 26.02.1985          | Лыжные гонки                | Москва     | ГЦОЛИФК             |    |
| 2        | Немухин Александр Николаевич                | ??.07.1939 |                                  | Лыжные гонки                | Москва     | ЦДКА                |    |
| 1940 год |                                             |            |                                  |                             |            |                     |    |
| 1        | Панков Николай Дмитриевич                   | ??.01.1940 | ??.??.???? — ??.??.????          | Лыжные гонки                | Москва     | «Динамо»            |    |
| 2        | Андреев Виктор Александрович                | ??.07.1940 | 11.11.1908 — 07.03.1991          | Горнолыжный спорт           | Москва     | ГЦОЛИФК             |    |
| 1942 год |                                             |            |                                  |                             |            |                     |    |
| 1        | Болотова Зоя Дмитриевна                     | 18.06.1942 |                                  | Лыжные гонки                | Свердловск | «Пищевик»           |    |
| 2        | Додонов Аркадий Дмитриевич                  | 18.06.1942 | ??.??.1906 — ??.??.1990          | Лыжные гонки                | Горький    | «Динамо»            |    |
| 3        | Кузнецов Алексей Николаевич                 | 18.06.1942 | ??.??.???? — ??.??.????          | Лыжные гонки                |            | ВМФ                 |    |
| 4        | Орлов Павел Петрович                        | 18.06.1942 | ??.??.1909 — ??.??.1976          | Лыжные гонки                | Горький    |                     |    |
| 5        | Федосов Иван Юрьевич                        | 18.06.1942 | ??.??.???? — ??.??.????          | Лыжные гонки                | Москва     | «Дзержинец»         |    |
| 6        | Минина Мария Ефимовна                       | 18.06.1942 | ??.??.???? — ??.??.????          | Лыжные гонки                | Ленинград  | «Динамо»            |    |
| 7        | Булочкин Георгий Иванович                   | ??.11.1942 | 02.05.1913 — 10.10.1991,         | Лыжные гонки                |            | ЦДКА                |    |
| 8        | Карпов Андрей Алексеевич                    | ??.11.1942 |                                  | Лыжные гонки                |            |                     |    |
| 9        | Кулакова Любовь Алексеевна                  | ??.11.1942 |                                  | Лыжные гонки                |            |                     |    |
| 10       | Новиков, Андрей П.                          | ??.11.1942 | ??.??.1910 — ??.??.????          | Лыжные гонки                | Москва     | ЦДКА                |    |
| 11       | Павлов Сергей Васильевич                    | ??.11.1942 | ??.??.1901 — ??.??.1957          | Лыжные гонки                |            |                     |    |
| 12       | Харламов Николай Иванович                   | ??.11.1942 | ??.??.???? — ??.??.????          | Лыжные гонки                |            |                     |    |
| 1943 год |                                             |            |                                  |                             |            |                     |    |
| 1        | Бочаров Николай Иванович                    | 23.02.1943 |                                  | Лыжные гонки                |            |                     |    |
| 2        | Рудаков Анатолий Васильевич                 | 23.02.1943 | ??.??.1905 — ??.??.????          | Лыжные гонки                |            |                     |    |
| 3        | Дементьев Павел Алексеевич                  | ??.06.1943 | 27.01.1910 — 26.01.2002          | Горнолыжный спорт           |            |                     |    |
| 4        | Воробьёв Фёдор Иванович                     | 17.07.1943 | ??.??.1904 — ??.??.1989          | Лыжные гонки                |            |                     |    |
| 5        | Початова Мария Андреевна                    | 17.07.1943 | ??.??.1917 — ??.??.1999          | Лыжные гонки                | Москва     | «Зенит»             |    |
| 6        | Павлов Павел Павлович                       | 17.07.1943 | 23.03.1899 — ??.??.1972          | Лыжные гонки                |            |                     |    |
| 7        | Воробьёва Екатерина Тимофеевна              | 12.11.1943 | 23.09.1912 — ??.??.????          | Лыжные гонки                | Москва     | «Динамо»            |    |
| 8        | Добрышин Алексей Николаевич                 | 12.11.1943 | ??.??.???? — ??.??.????          | Лыжные гонки                | Москва     | «Динамо»            |    |
| 9        | Зимина Валентина                            | ??.??.1943 | ??.??.1910 — ??.??.????          | Лыжные гонки                | Москва     | «Локомотив»         |    |
| 10       | Смирнов, Василий Павлович                   | ??.??.1943 | 17.12.1916 — 05.08.2005          | Лыжные гонки                | Москва     | «Динамо»            |    |
| 1944 год |                                             |            |                                  |                             |            |                     |    |
| 1        | Дубинина (Герасимова) Нина Ивановна         | 14.07.1944 | ??.??.1907 — ??.??.1989          | Лыжные гонки                |            |                     |    |
| 1945 год |                                             |            |                                  |                             |            |                     |    |
| 1        | Тарасов Алексей Александрович               | ??.10.1945 |                                  | Лыжные гонки                |            |                     |    |
| 1946 год |                                             |            |                                  |                             |            |                     |    |
| 1        | Химичев Михаил Алексеевич                   | ??.??.1946 | 30.05.1914 — 15.06.1986          | Горнолыжный спорт           | Москва     | ГЦОЛИФК             |    |
| 2        | Царева (Смирнова) Елизавета Андреевна       | ??.??.1946 | ??.??.1906 — ??.??.1989          | Лыжные гонки                | Москва     | ГЦОЛИФК             |    |
| 3        | Воронов Вячеслав Александрович              | ??.??.1946 | ??.??.1899 — ??.??.1982          | Прыжки на лыжах с трамплина |            |                     |    |
| 4        | Апарин Дмитрий Федорович                    | 23.07.1946 | ??.??.1887 — ??.??.????          | Лыжные гонки                | Тула       | «Спартак»           |    |
| 5        | Додонова (Косарева) Валентина Ивановна      | 23.07.1946 | ??.??.1908 — ??.??.????          | Лыжные гонки                | Горький    | «Динамо»            |    |
| 6        | Нагибин Василий Николаевич                  | 23.07.1946 |                                  | Лыжные гонки                | Свердловск | «Строитель Востока» |    |
| 7        | Горностаева Людмила Петровна                | 10.10.1946 |                                  | Лыжные гонки                | Свердловск | «Трактор»           |    |
| 8        | Донской Александр Яковлевич                 | ??.11.1946 | ??.??.???? — ??.??.1982          | Лыжные гонки                |            |                     |    |
| 1947 год |                                             |            |                                  |                             |            |                     |    |
| 1        | Маркова (Конаныхина), Неонила Н.            | ??.??.1947 | ??.??.1915 — ??.??.????          | Лыжные гонки                | Москва     | «Локомотив»         |    |
| 2        | Родионов, П. С.                             | ??.??.1947 | 30.05.1914 — 15.06.1986          | Горнолыжный спорт           | Москва     | ЦДКА                |    |
| 3        | Лебедев Петр Спиридонович                   | ??.12.1947 | ??.??.???? — ??.??.????          | Лыжные гонки                |            |                     |    |
| 1948 год |                                             |            |                                  |                             |            |                     |    |
| 1        | Максунова Валентина Дмитриевна              | ??.07.1948 |                                  | Лыжные гонки                | Ленинград  | «Динамо»            |    |
| 2        | Иванов, Алексей У.                          | 05.08.1948 | ??.??.1913                       | Лыжные гонки                | Москва     | «Динамо»            |    |
| 3        | Оралов, Николай И.                          | 05.08.1948 | ??.??.????                       | Лыжные гонки                | Москва     | «Динамо»            |    |
| 4        | Толмачёва (Седнева) Зинаида Васильевна      | 05.08.1948 | ??.??.1918 — ??.??.2005          | Лыжные гонки                | Москва     | «Динамо»            |    |
| 5        | Ульмаев Ахид Саддарович                     | 05.08.1948 | ??.??.1918 — ??.??.????          | Лыжные гонки                | Москва     | «Динамо»            |    |
| 6        | Шипин Александр Сергеевич                   | 05.08.1948 | ??.??.1897 — 03.04.1969          | Лыжные гонки                | Москва     | «Динамо»            |    |
| 7        | Комков Николай Филиппович                   | ??.11.1948 | 18.04.1898 — ??.04.1969          | Лыжные гонки                | Яхрома     | «Красное знамя»     |    |
| 8        | Бычков Павел Афанасьевич                    | ??.11.1948 |                                  | Лыжные гонки                | Москва     | «Трудовые резервы»  |    |
| 9        | Протасов Михаил Алексеевич                  | ??.11.1948 |                                  | Лыжные гонки                | Москва     | «Спартак»           |    |
| 1950 год |                                             |            |                                  |                             |            |                     |    |
| 1        | Володин Пётр Александрович                  | ??.??.1950 |                                  | Лыжные гонки                |            |                     |    |
| 2        | Плотникова (Шмелькова) Анастасия Михайловна | ??.??.1950 |                                  | Лыжные гонки                |            |                     |    |
| 1951 год |                                             |            |                                  |                             |            |                     |    |
| 1        | Оляшев Владимир Фёдорович                   | ??.12.1951 | 17.01.1926                       | Лыжные гонки                |            | Советская Армия     |    |
| 1952 год |                                             |            |                                  |                             |            |                     |    |
| 1        | Матюшенков Валентин Федорович               | ??.??.1952 | 06.01.1919 — 07.11.2000          | Лыжные гонки                |            |                     |    |
| 2        | Рогожин Иван Петрович                       | ??.??.1952 | 09.02.1917—17.12.2008            | Лыжные гонки                |            |                     |    |
| 1953 год |                                             |            |                                  |                             |            |                     |    |
| 1        | Борин Анатолий Васильевич                   | ??.??.1953 |                                  | Лыжные гонки                |            |                     |    |
| 1954 год |                                             |            |                                  |                             |            |                     |    |
| 1        | Баранова (Козырева) Любовь Владимировна     | ??.03.1954 |                                  | Лыжные гонки                |            |                     |    |
| 2        | Масленникова (Попова) Маргарита Николаевна  | ??.03.1954 |                                  | Лыжные гонки                |            |                     |    |
| 3        | Царёва Валентина Георгиевна                 | ??.03.1954 |                                  | Лыжные гонки                |            |                     |    |
| 4        | Кузин Владимир Семенович                    | ??.03.1954 |                                  | Лыжные гонки                |            |                     |    |
| 1956 год |                                             |            |                                  |                             |            |                     |    |
| 1        | Колчин Павел Константинович                 | ??.02.1956 |                                  | Лыжные гонки                |            |                     |    |
| 2        | Аникин Николай Петрович                     | ??.02.1956 |                                  | Лыжные гонки                |            |                     |    |
| 3        | Терентьев Фёдор Михайлович                  | ??.02.1956 |                                  | Лыжные гонки                |            |                     |    |
| 1958 год |                                             |            |                                  |                             |            |                     |    |
| 1        | Ерошина Радья Николаевна                    | ??.??.1958 |                                  | Лыжные гонки                | Москва     |                     |    |
| 2        | Колчина Алевтина Павловна                   | ??.??.1958 |                                  | Лыжные гонки                |            |                     |    |
| 1960 год |                                             |            |                                  |                             |            |                     |    |
| 1        | Гусакова Мария Ивановна                     | ??.03.1960 |                                  | Лыжные гонки                |            |                     |    |
| 1961 год |                                             |            |                                  |                             |            |                     |    |
| 1        | Сидорова (Кабина) Евгения Николаевна        | ??.09.1961 |                                  | Горнолыжный спорт           | Москва     | «Динамо»            |    |
| 1962 год |                                             |            |                                  |                             |            |                     |    |
| 1        | Каменский Николай Андреевич                 | ??.09.1962 |                                  | Прыжки на лыжах с трамплина | Москва     | «Динамо»            |    |
| 1964 год |                                             |            |                                  |                             |            |                     |    |
| 1        | Боярских Клавдия Сергеевна                  | ??.02.1964 |                                  | Лыжные гонки                | Свердловск | «Труд»              |    |
| 2        | Мекшило Евдокия Пантелеевна                 | ??.02.1964 |                                  | Лыжные гонки                | Ленинград  | Советская Армия     |    |

## Лыжные гонки

### 1966
- Утробин, Иван Степанович

### 1970
- Балдычева (Фёдорова), Нина Викторовна
- Веденин, Вячеслав Петрович
- Воронков, Владимир Петрович
- Кулакова, Галина Алексеевна
- Олюнина, Алевтина Сергеевна
- Симашев, Фёдор Петрович
- Тараканов, Валерий Иванович

### 1972
- Мухачёва, Любовь Алексеевна
- Скобов, Юрий Георгиевич

### 1974
- Рочева, Нина Петровна

### 1976
- Акентьев, Анатолий Васильевич
- Амосова, Зинаида Степановна
- Бажуков, Николай Серафимович
- Гаранин, Иван Иванович
- Савельев, Сергей Петрович
- Сметанина, Раиса Петровна

### 1978
- Беляев, Евгений Прокопьевич

### 1980
- Зимятов, Николай Семёнович
- Рочев, Василий Павлович

### 1982
- Батюк (Козел), Александр Михайлович
- Бурлаков, Юрий Ильич
- Завьялов, Александр Александрович
- Никитин, Владимир Васильевич

### 1987
- Гаврылюк, Нина Васильевна
- Лазутина, Лариса Евгеньевна
- Ордина, Антонина
- Резцова, Анфиса Анатольевна

### 1988
- Венцене, Вида Станиславовна
- Девятьяров, Михаил Талгатович
- Нагейкина, Светлана Вячеславовна
- Прокуроров, Алексей Алексеевич
- Смирнов, Владимир Михайлович
- Тихонова, Тамара Ивановна

### 1989
- Ачкина, Рита Николаевна
- Вяльбе, Елена Валерьевна

### 1991
- Егорова, Любовь Ивановна

### год присвоения неизвестен
- Бекасов, Василий Александрович (1881—1963) (? 1942)
- Бурлачкова, Анна 1911 — ???? (? 1937)
- Закрадский, Михаил Юрьевич 15.02.1918—? (? 1946)
- Людсков, Павел Николаевич (25.01.1908—28.11.1988)[58] (? 1952)

## Прыжки на лыжах с трамплина

### 1956
- Смирнов Анатолий Иванович (1939—2002)

### 1966
- Цакадзе, Коба Варденович

### 1968
- Белоусов, Владимир Павлович

### 1970
- Напалков, Гарий Юрьевич

## 1970
- Артёменко, Александра Ивановна

### год присвоения неизвестен
- Филатов, Александр Андреевич 1928—1999

## Фристайл

### 1991
- Семенчук (Канина) Василиса Васильевна
- Щуплецов, Сергей Борисович

### 1992
- Кожевникова, Елизавета Александровна
- Кущенко, Оксана Владимировна